# Little Gay Boy
Little Gay Boy è un film del 2013 diretto da Antony Hickling.
Il film altro non è che l'unione dei tre cortometraggi L'Annonciation or The Conception of a Little Gay Boy (2011), Little Gay Boy, Christ Is Dead (2012) e Holy Thursday (The Last Supper) (2013), che hanno ottenuto grande successo ai festival LGBT di tutto il mondo.

## Trama
Il film, diviso in tre parti, segue la storia di Jean-Christophe, giovane ragazzo gay, dalla nascita fino all'adolescenza. Nella prima parte seguiamo la storia di sua madre prostituta. Nella seconda parte, Jean-Christophe, da adolescente, scopre la sua sessualità ed esplora i limiti della sua identità. Nella terza parte, Jean-Christophe riesce finalmente a trovare il padre che non ha mai conosciuto.